# بيني أيكمن
بيني أيكمن (بالسويدية: Benny Ekman)‏ هو رسام وفنان سويدي، ولد في 1955 في ستوكهولم في السويد.